# Rodovia Anchieta
A Rodovia Anchieta ou anteriormente Via Anchieta (SP-150) faz a ligação entre a capital paulista, São Paulo e a Baixada Santista onde fica o Porto de Santos, passando pelo ABC Paulista. É uma das vias de maior movimentação de pessoas e de mercadorias de todo o Brasil, bem como a Rodovia dos Imigrantes, que constitui o mesmo sistema da Via Anchieta, o Sistema Anchieta-Imigrantes. Faz parte do sistema BR-050, que liga Brasília a Santos, passando pelo estado de Minas Gerais. A rodovia é o maior corredor de exportação da América Latina.

## História
Teve seu nome, "Via Anchieta", sugerido por Plínio Salgado, então deputado estadual, em artigo de 1928. Foi autorizada em lei em 4 de janeiro de 1929 pelo presidente de São Paulo Júlio Prestes. Seria iniciada em 1939 pelo interventor Adhemar Pereira de Barros, e por ele concluída, quando governador do estado, em 1947.

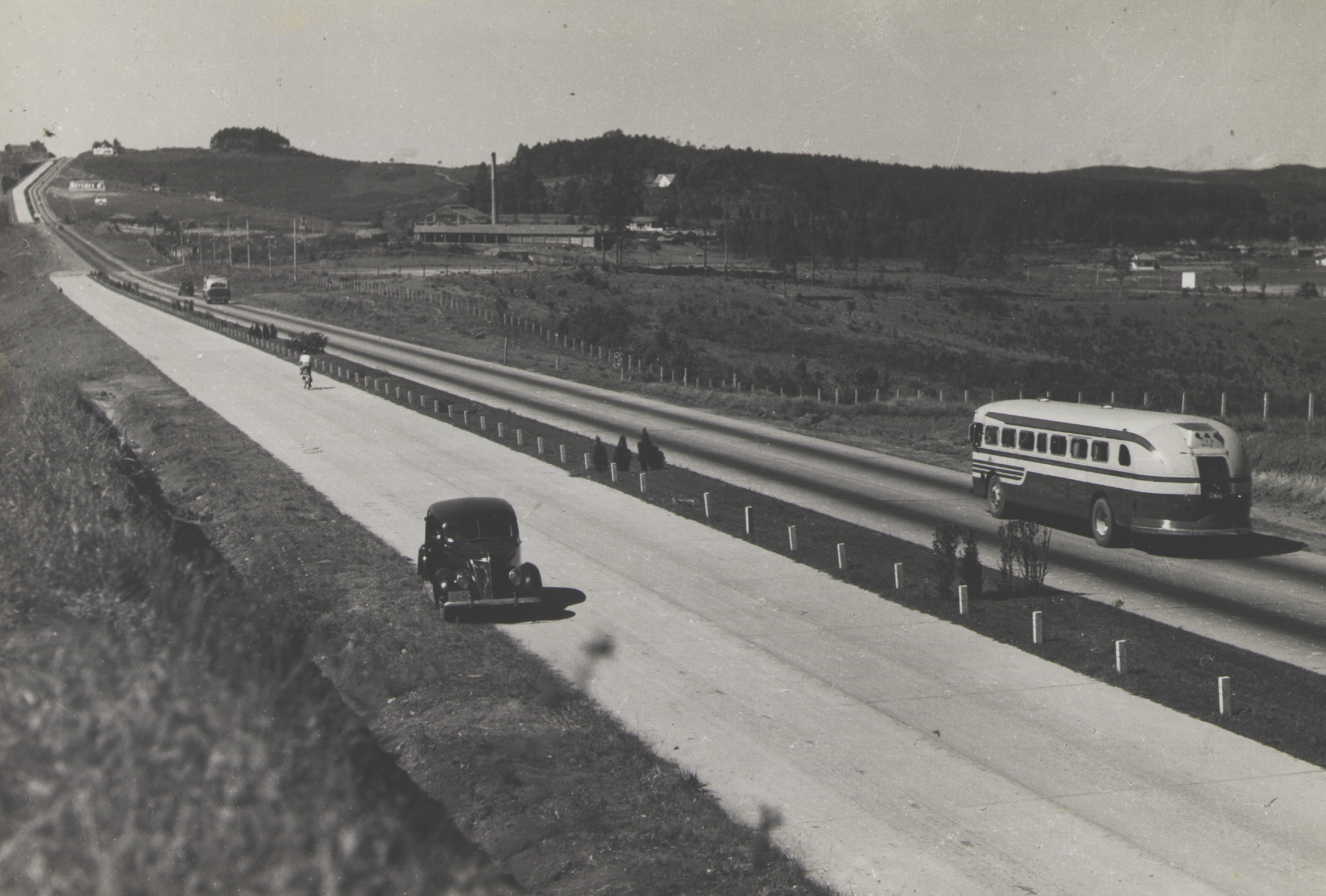
Via Anchieta, pista sul em fase final de construção

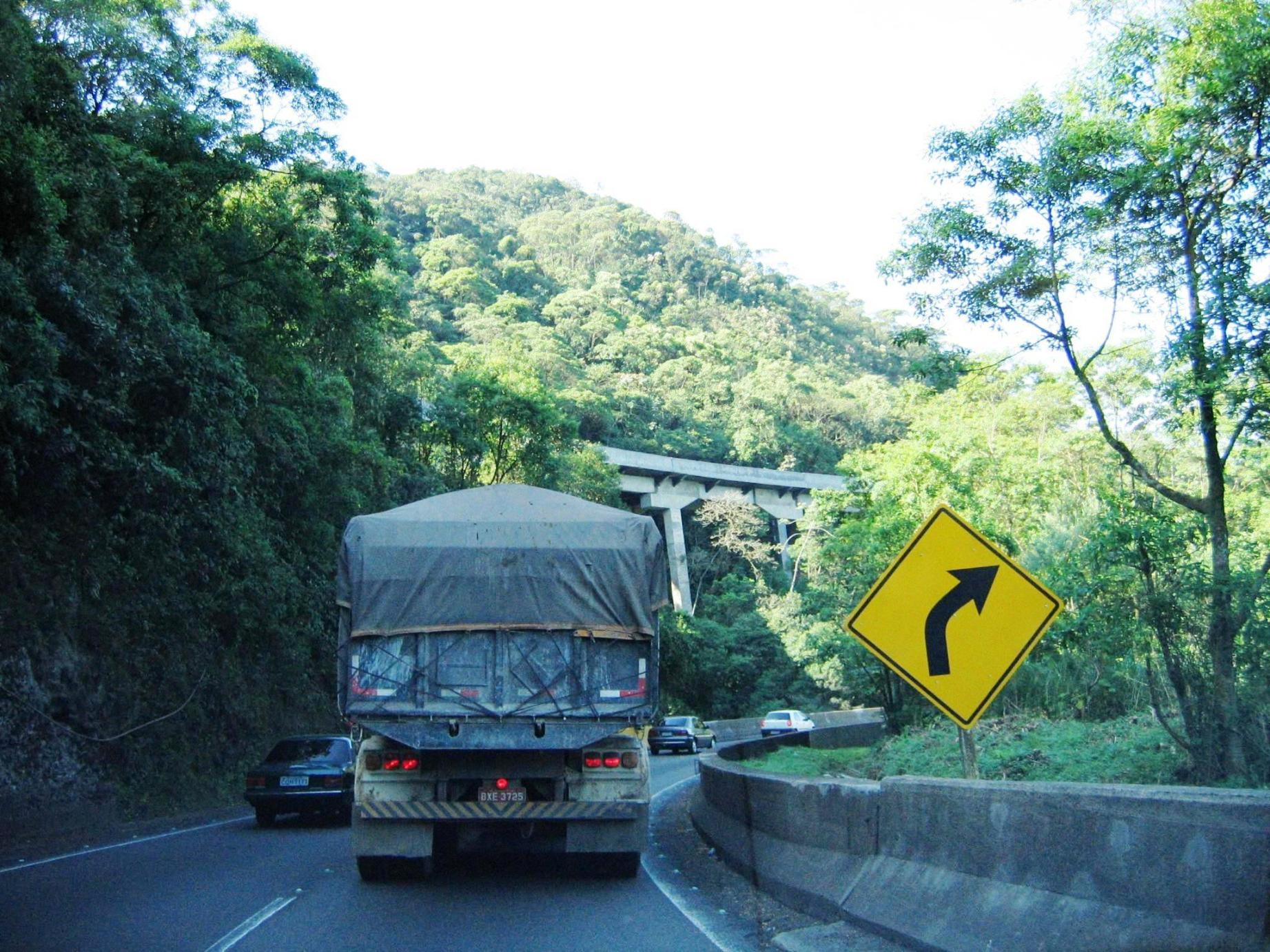
Vista da Rodovia Anchieta no Trecho de Serra

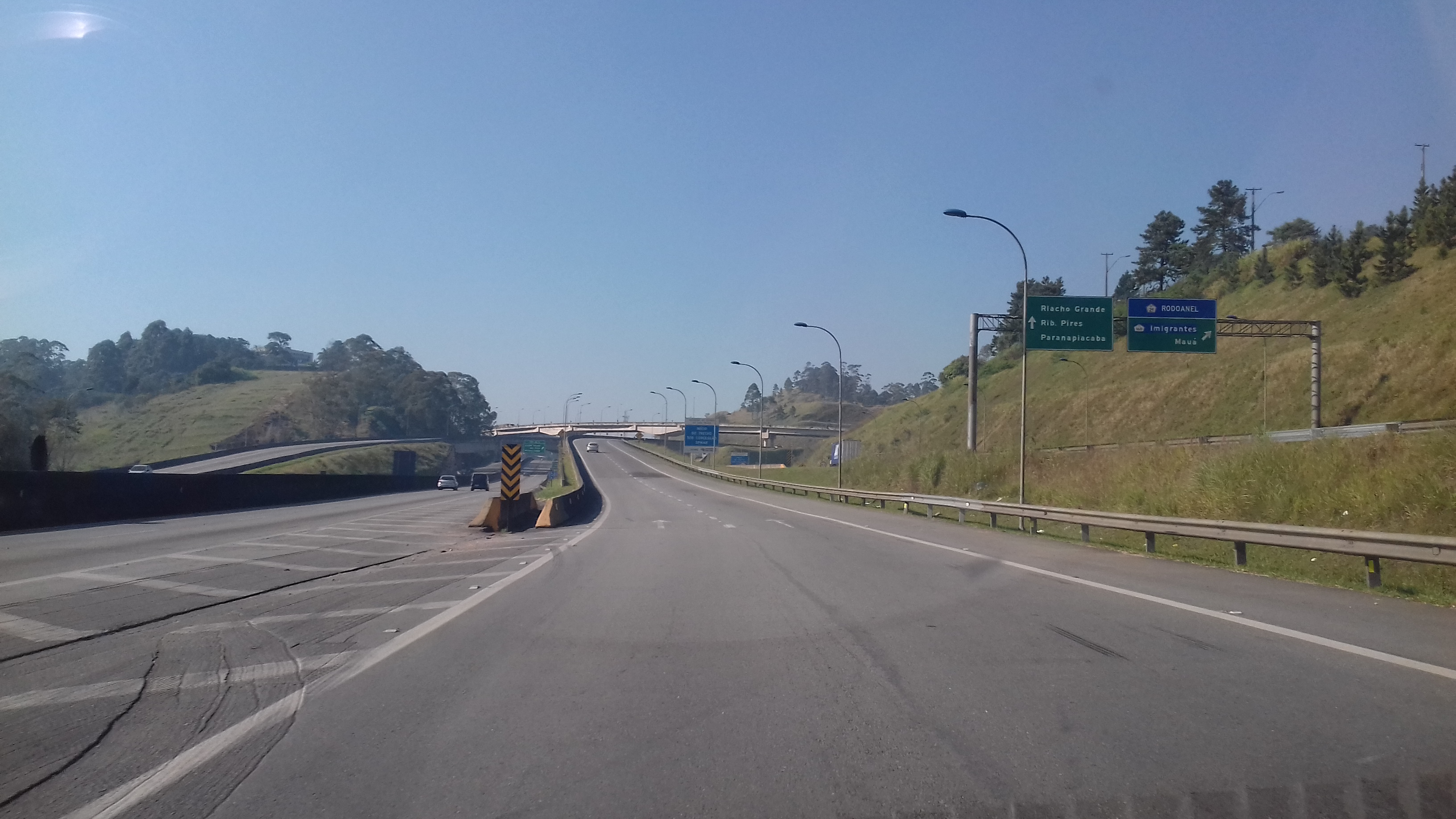
Vista da rodovia na alça de acesso ao Rodoanel Mário Covas, localizado ao fundo da imagem

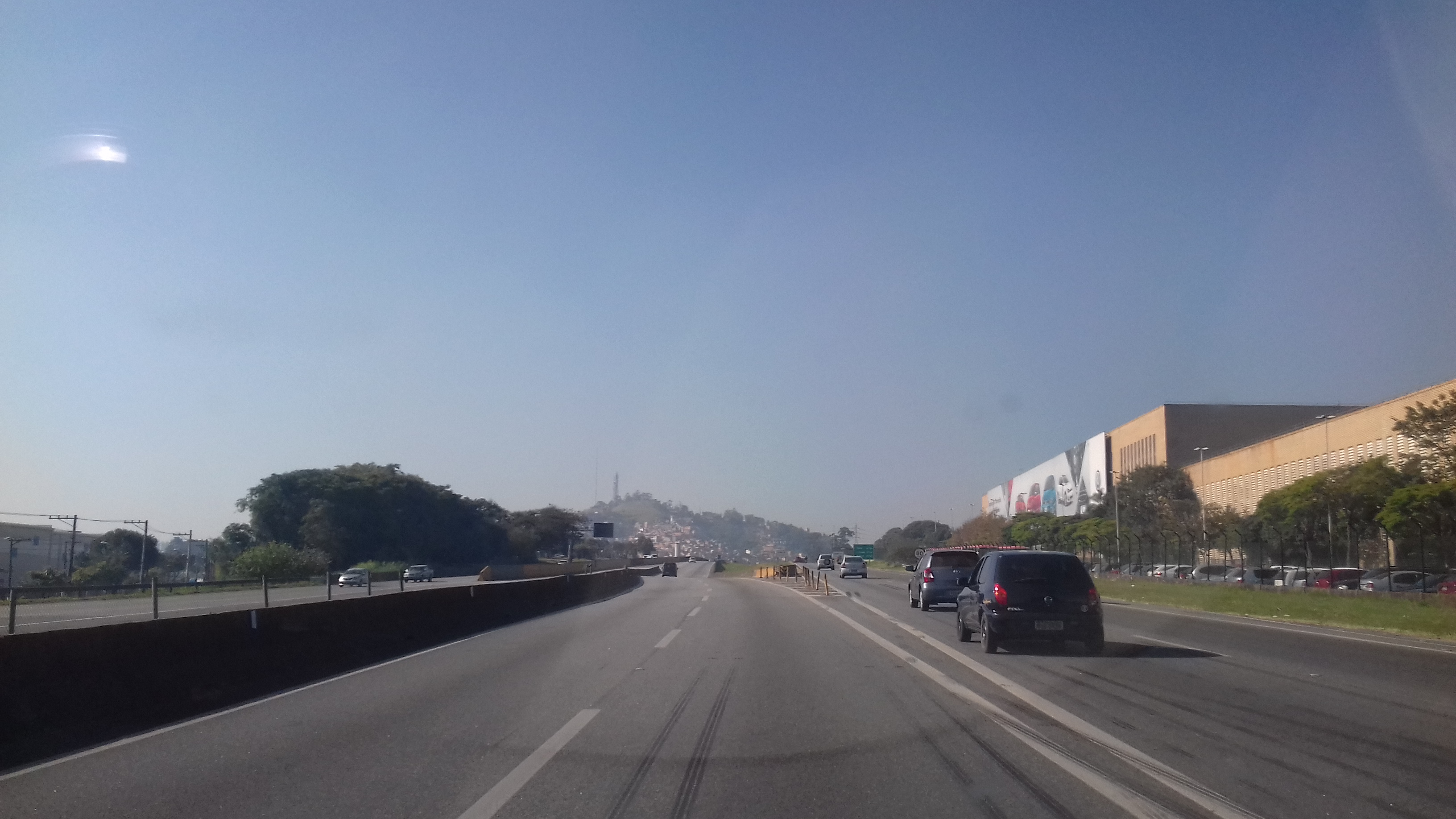
Na Rodovia Anchieta está situada a matriz brasileira da Volkswagen, vista ao lado direito da imagem

Durante o período do Estado Novo, sob o governo do então presidente da República Getúlio Vargas, o projeto de construção de custos altíssimos levou o governo a considerar a obra desnecessária. Foi inaugurada em duas etapas: a pista norte em 1947 e a pista sul em 1953. A rodovia é considerada uma obra-prima da engenharia brasileira da época, dada a arrojada transposição da Serra do Mar por meio de túneis e viadutos. Em 1969, uma decisão do governo do estado de São Paulo concedia à Dersa, empresa estatal, o direito de explorar o uso da rodovia. Em 1972 são instalados os primeiros pedágios, ainda no trecho de São Bernardo do Campo. Em 29 de maio de 1998 a rodovia foi privatizada pelo então governador Mário Covas juntamente com a Rodovia dos Imigrantes através de uma licitação em que a empresa Ecovias, formada por um consórcio de empresas privadas, recebeu a concessão por um período de 20 anos para a operação e manutenção de todo o Sistema Anchieta-Imigrantes. Segundo dados da Dersa, de 1972 a 1998, quase 105 milhões de veículos passaram por seus pedágios.[carece de fontes?]
A Curva da Onça, situada na altura do km 45 da pista descendente da Via Anchieta, é o trecho mais perigoso do Sistema Anchieta-Imigrantes (SAI), com altos índices de acidentes.

## Trajeto
O trajeto da Via Anchieta cruza os seguintes municípios, todos no estado de São Paulo.
| Km | Município             | Região           |
| 10 | São Paulo             | Grande São Paulo |
| 13 | São Bernardo do Campo | Grande São Paulo |
| 56 | Cubatão               | Baixada Santista |
| 65 | Santos                | Baixada Santista |

A rodovia atravessa diversos bairros da cidade de São Bernardo do Campo, além do Distrito de Riacho Grande.

## Sistema Anchieta-Imigrantes

### Operação Comboio
Em períodos de grandes trechos de neblina e baixa visibilidade, veículos da Ecovias e da Polícia Rodoviária Estadual tomam a dianteira dos veículos em todas as faixas e os fazem seguir o caminho em baixa velocidade, minimizando-se assim os riscos de acidentes.

## Bases Operacionais
A Ecovias disponibiliza aos usuários sete bases operacionais, que oferecem atendimento de emergência, auxílio mecânico, guinchos de plantão, sanitários e bebedouros. Elas estão localizadas, na Via Anchieta, no km 19 sentido capital e km 40 sentido litoral; na Imigrantes, no km 28 sentido litoral, km 56 sentido capital e km 62 sentido capital. As rodovias da Baixada contam com bases operacionais na altura das praças de pedágio, no km 250 da Cônego Domenico Rangoni e no km 280 da Padre Manuel da Nóbrega. Nos períodos de maior movimento, a concessionária disponibiliza também bases avançadas, montadas no km 47 da pista norte da Rodovia dos Imigrantes, no km 40 da pista norte da Via Anchieta e no km 41 da pista sul da Imigrantes.

## Relato descritivo rodoviário
- km 07 - Início da rodovia no distrito do Sacomã - cidade de São Paulo (via urbana sob administração da Prefeitura)
- km 10 - Início da administração da Ecovias (rodovia)
- km 13 - Acesso a São Caetano do Sul e aos bairros Rudge Ramos e Taboão, em São Bernardo do Campo
- km 16 - Acesso ao bairro Pauliceia e Av. Lions - Corredor ABD, dando acesso ao bairro Rudge Ramos (Av. Caminho do Mar e Av. Sen. Vergueiro) e aos municípios de Santo André e Diadema
- km 18 - Acesso à Av. Piraporinha, São Bernardo do Campo, aos bairros Jordanópolis, Planalto e Centro e ao município de Diadema
- km 21 - Acesso ao Centro de São Bernardo do Campo, Av. José Odorizzi (bairro Assunção) e Av. Robert Kennedy (bairro Planalto)
- km 22 - Acesso à Av. Presidente João Café Filho, Av. João Firmino (bairro Assunção) e bairro dos Casa
- km 23 - Acesso à Av. Rotary, aos bairros Ferrazópolis, Santa Terezinha, Demarchi, Batistini, à Estrada Galvão Bueno e à Rodovia dos Imigrantes
- km 25 - Acesso aos bairros Montanhão e Jd. Silvina
- km 26 - Acesso ao Rodoanel Mário Covas e ao bairro Balneária
- km 29 - Acesso às rodovias Caminho do Mar e Índio Tibiriçá
- km 30 - Acesso ao Riacho Grande
- km 31 - Pedágio (Riacho Grande) - pista sul
- km 40 - Acesso à Interligação Planalto para a Rodovia dos Imigrantes
- km 41 - Início do trecho de serra
- km 53 - Fim do trecho de serra
- km 54 - Acesso à Rod. Cônego Domenico Rangoni para Guarujá e Bertioga
- km 54 - Acesso à Rod. Pe. Manuel da Nóbrega para Mongaguá, Itanhaém e Peruíbe
- km 56 - Acesso a Cubatão, bairros Vila Nova e Vila Natal
- km 59 - Acesso à Interligação Planície para Rodovia dos Imigrantes, São Vicente e Praia Grande
- km 65 - Fim da rodovia no acesso a Santos, pelo bairro do Saboó

## Localização do pedágio
| Pedágio | km | Sentido | Localidade    | Geocoordenadas              |
| ------- | -- | ------- | ------------- | --------------------------- |
| 1       | 31 | Sul     | Riacho Grande | 23°47'21.78"S 46°31'10.41"W |